# Тулаев, Николай Петрович
Николай Петрович Тулаев (11 октября 1954, Бакуры, Екатериновский район, Саратовская область, РСФСР, СССР) — российский государственный и политический деятель, депутат Калининградской областной думы I, II, III созывов (1994—2000), член Совета Федерации Федерального Собрания Российской Федерации от Калининградской области (2000—2011).

## Биография
Николай Петрович Тулаев родился 11 октября 1954 года в селе Бакуры Екатериновского района Саратовской области. Есть сестра. В 1964 году вместе с семьёй переехал в Туапсе. Отец был слесарем завода железобетонных изделий, а мать работала санитаркой в больнице.
«Мои романтические детские политические грезы осуществились. В принципе, мы же не говорим о деталях. Я был убежден, что та система была тоталитарна, не прогрессивна. Когда такие мечты и такие надежды осуществляются — это дано, наверное, немногим. Мне и моему поколению повезло. Я ж был не один».
В 1969—1970 годах был членом нелегальной антисоветской организации «Клуб борьбы за демократию» в составе порядка десятка учеников 8—9 классов средней школы № 3, деятельность которого стала предметом расследования Комитета государственной безопасности СССР под председательством Юрия Андропова. Согласно записке Андропова в ЦК КПСС, в ходе следствия выяснилось, что увлёкшись «историей и вопросами политического характера, он [Тулаев] под впечатлением тенденциозных высказываний родственников и знакомых о последствиях культа личности Сталина в 1968 году стал изучать литературу, связанную с критикой культа личности, а с начала 1969 года систематически слушал антисоветские передачи зарубежных радиостанций Би-би-си и „Свобода“», стал «сомневаться в правильности существования в нашей стране однопартийной системы и в демократичности советского строя, а затем пришел к выводу о необходимости борьбы с „коммунистическим режимом“ и создания в этих целях нелегальной организации». Поделившись своими взглядами с одноклассниками, Тулаев нашёл в них своих единомышленников и договорился о создании «Клуба», члены которого выработали программу и устав, дали клятву, имели псевдонимы и членские билеты, платили взносы. Также они издавали рукописные журналы «Демократ» и «Русский современник», в которые помещали стихи и статьи, написанные «на основе сообщений зарубежных радиостанций». Программа «Клуба» предусматривала «создание в стране партии „демократов“ и завоевание власти, когда члены этой партии станут взрослыми», тогда как «ближайшей целью было изготовление и распространение антисоветских документов и вовлечение в организацию новых участников».
В декабре 1969 года члены «Клуба» к 90-летию со дня рождения Сталина «учинили мелом на асфальте и заборах в различных местах города Туапсе надписи антисоветского содержания», «в которых содержалась клевета на Сталина», а в феврале 1970 года от имени «Всероссийского союза демократов» изготовили «более 40 листовок, содержащих призыв к свержению советской власти и к созданию нелегальных организаций, и распространили их в Туапсе». Прокламации с текстом «Долой кровавый режим Брежнева — Косыгина!», засунутые в почтовые ящики своим же учителям, были сличены с почерками учеников туапсинских школ и привели к выявлению всей «подпольной сети» во главе с Тулаевым. Примечательно, что члены «Клуба» представляли собой учащуюся молодёжь, а их родители были рабочими. По причине несовершеннолетия членов «Клуба», как указывал Андропов, при поддержке Краснодарского крайкома КПСС было «принято решение не привлекать их к уголовной ответственности, а ограничиться мероприятиями профилактического характера», ввиду чего уголовное дело было прекращено, а разбирательство продолжено в комиссии по делам несовершеннолетних. После морального осуждения Тулаева на педсовете, он был исключён из комсомола и из школы, а затем отправлен родителями в деревню.
После окончания средней школы в 1971 году поступил слесарем на завод, а в 1972 году был призван в Вооружённые силы СССР и проходил срочную службу в Военно-морском флоте — матросом на Северном флоте. В 1977 году окончил Киевское высшее военно-морское политическое училище. Как член КПСС, в том же году поступил на службу замполитом в Балтийский флот. В 1985 году окончил Военно-политическую академию имени В. И. Ленина. Дослужился до должности старшего офицера группы психологической подготовки управления боевой подготовки в штабе Балтийского флота. В 1994 году вышел в отставку после 22 лет военной службы. Воинское звание — капитан 1-го ранга в запасе.
После принятия конституции России в 1993 году и начала формирования региональных законодательных собраний решил заняться политикой. 27 марта 1994 года избран депутатом Калининградской областной думы I созыва от партии «Демократический выбор России». Был председателем постоянной комиссии по вопросам законодательства, международных отношений, правопорядка и безопасности, членом постоянной комиссии по бюджету, вопросам экономической, финансовой и налоговой политики. 6 октября 1996 года переизбран депутатом Калининградской областной думы II созыва. Был заместителем председателя постоянной комиссии по правопорядку и безопасности, членом постоянного комитета по государственному строительству, местному самоуправлению, международным и межрегиональным отношениям. Также занимал пост руководителя депутатской группы «Янтарный край России», представлявшей собой союз демократических сил, хотя в реальности ею управлял Соломон Гинзбург.
5 ноября 2000 года переизбран депутатом Калининградской областной думы III созыва от блока «Янтарный край России за созидание» при поддержке «Союза правых сил». 8 декабря на первом заседании нового состава избран членом Совета Федерации Федерального Собрания Российской Федерации в качестве представителя от Калининградской областной думы, после чего сложил полномочия депутата и передал мандат следующему по списку Гинзбургу. Был председателем комиссии Совета Федерации по регламенту и организации парламентской деятельности, членом комиссии Совета Федерации по контролю за обеспечением деятельности Совета Федерации, комитета Совета Федерации по обороне и безопасности.
В 2001 году окончил факультет переподготовки и повышения квалификации Военной академии Генерального штаба Вооруженных Сил Российской Федерации по программе «Оборона и обеспечение безопасности Российской Федерации». Был членом политсовета партии «Выбор России», федерального совета партии «Демократический выбор России», заместителем председателя регионального отделения партии «Наш дом — Россия». Позже вступил в партию «Единая Россия».
8 июня 2006 года на заседании Калининградской областной думы переизбран членом Совета Федерации после согласования его кандидатуры с фракцией партии «Единая Россия». 23 июня того же года подтверждён в полномочиях, а затем снова избран председателем комиссии по регламенту. 13 марта 2011 года не смог переизбраться в Калининградскую областную думу V созыва, несмотря на то, что выдвигался от «Единой России». 9 июня того же года новым членом Совета Федерации в качестве представителя Калининградской областной думы был избран депутат от «Единой России» Николай Власенко, в связи с чем полномочия Тулаева были прекращены.

## Личная жизнь
Женат на своей бывшей однокласснице Татьяне, двое детей. Жена — школьный учитель, дочь — офицер милиции, сын — преподаватель академии МВД. В 2010 году задекларировал годовой доход в размере 2 миллионов рублей, а жена — 617 тысяч рублей, помимо двух квартир в собственности (101,4 м², 112,5 м²), двух квартир в пользовании (154,0 м², 101,4 м²), а также садового участка (600 м²). Увлекается футболом, пишет стихи.

## Награды
- Орден Почёта (28 февраля 2004) — «за активное участие в законотворческой деятельности и многолетнюю добросовестную работу»[48].
- Благодарность президента Российской Федерации (18 декабря 2008) — «за заслуги в развитии российского законодательства и парламентаризма»[49].
- Юбилейная медаль «300 лет Российскому флоту» (1996)[50][15].
- Медаль «В память 1000-летия Казани» (2005)[50][15].
- Юбилейная медаль «60 лет Вооружённых Сил СССР» (1978)[50][15].
- Юбилейная медаль «70 лет Вооружённых Сил СССР» (1988)[50][15].
- Медаль «За безупречную службу в Вооруженных Силах СССР» III степени (1983)[50][15].
- Медаль «За содействие» Федерального агентства по государственным резервам (2011)[51].
- Почётный знак Совета Федерации «За заслуги в развитии парламентаризма» (2009)[52].
- Почетная грамота Совета Федерации (2011)[53].
- Медаль «Совет Федерации, 20 лет» (2015)[54].
- Награды Кубы и Болгарии[14].